# Pacific Heights
Pacific Heights (bra: Morando com o Perigo; prt: O Inquilino Misterioso) é um filme de suspense psicológico produzido nos Estados Unidos em 1990, escrito por  Daniel Pyne e dirigido por John Schlesinger e estrelado por Melanie Griffith, Matthew Modine e Michael Keaton. Casal compra a casa dos sonhos, e aluga parte de sua casa para pagar despesas, a um misterioso inquilino, aparentemente perfeito: rico, charmoso e bem sucedido. Mas coisas estranhas começam a acontecer e, impedidos por lei de despejá-lo, os dois passam a viver sob um clima de tensão constante e o sonho transforma-se em um pesadelo quando o inquilino começa secretamente a destruir a propriedade.
O slogan do filme é: "Parecia a casa perfeita. Ele parecia ser o inquilino perfeito. Até que pediram que fosse embora..."

## Sinopse
Carter Hayes (Michael Keaton) está na cama com uma mulher, Ann Miller (Beverly D'Angelo), quando é subitamente atacado e espancado por dois homens. Depois que os homens saem, Hayes diz calmamente a Ann: "O pior já passou".
A cena muda para São Francisco, onde um casal, Drake Goodman (Matthew Modine) e Patty Palmer (Melanie Griffith), compra uma casa policromada do século XIX, no exclusivo bairro de Pacific Heights. Eles alugam um dos dois apartamentos do primeiro andar do edifício para os Watanabes, um gentil casal japonês. Logo depois, Hayes visita para ver a unidade restante e imediatamente expressa um desejo de morar. Hayes dirige um Porsche 911 de 1977 e carrega grandes quantias de dinheiro com sua pessoa, mas reluta em passar por uma verificação de crédito. Ele convence Drake a renunciar a verificação de crédito em troca de uma lista de referências e um pagamento adiantado do aluguel dos primeiros seis meses, a ser pago por transferência bancária.
Antes de todo esse dinheiro ser pago, no entanto, Hayes chega sem aviso prévio uma manhã e se fecha no apartamento. Com o passar dos dias, a transferência bancária prometida por Hayes não se concretiza. Do lado de dentro do apartamento, sons de marteladas e perfurações são ouvidos a todas as horas do dia e da noite, mas a porta raramente é atendida. Quando Drake finalmente tenta entrar no apartamento de Hayes, ele descobre que as fechaduras foram trocadas. Drake tenta acabar com o barulho constante e expulsar Hayes cortando a eletricidade e o calor do apartamento, mas Hayes convoca a polícia, que fica do lado de Hayes e repreende Drake.
Drake e Patty contratam uma advogada, Stephanie MacDonald (Laurie Metcalf), no entanto, o caso de despejo é frustrado pelas ações de Drake. Hayes, a salvo de despejo por enquanto, infesta a casa com baratas, o que leva os Watanabes a se mudarem e empurra Drake e Patty ainda mais em dívidas. O forte estresse afeta o casal; Drake bebe muito e Patty sofre um aborto espontâneo. Hayes visita o casal para oferecer suas condolências, mas Drake enfurecido o ataca e é preso pela polícia, a quem Hayes já havia chamado ao local em antecipação a um ataque.
O ataque permite que Hayes mova uma ação civil contra Drake e, sem o conhecimento do casal, assuma o controle das posses e identidade de Drake. Hayes também registra uma ordem de restrição, o que força Drake a sair do prédio. Depois que Drake se foi, Hayes começa a perseguir e assediar Patty, em uma aparente manobra para atrair Drake de volta ao prédio, violando a ordem de restrição. A manobra é bem-sucedida, quando Drake fica preocupado e chega para verificar Patty. Hayes confronta Drake e atira nele, então planta um pé de cabra no local para evitar qualquer acusação criminal.
Enquanto Drake está no hospital, o despejo é finalmente proferido e as autoridades forçam a entrada no apartamento de Hayes. A essa altura, no entanto, Hayes desapareceu e o apartamento foi destruído e despojado de todos os seus aparelhos, luminárias, painéis de madeira e até o banheiro. Mais tarde, enquanto limpava o apartamento destruído, Patty encontra uma pista importante: uma foto antiga de Hayes quando menino. Na parte de trás está escrito o nome "James Danforth", que Patty deduz que é o nome real de Hayes. Ela telefona para Bennett Fidlow (Jerry Hardin), o advogado do Texas que Danforth havia fornecido como referência (embora com o apelido de Hayes). Fidlow confidencia a ela que Danforth tem uma longa história de irregularidades e foi deserdado por sua família.
Patty viaja para o último endereço conhecido de Danforth, um condomínio em Desert Spring. Lá, ela encontra Ann, sua namorada e co-conspiradora anterior que o procurara em São Francisco. Ann diz a Patty que Carter Hayes é o nome do antigo proprietário da propriedade, e que Danforth assumiu a identidade de Hayes e tomou posse do condomínio depois que Hayes (o genuíno) contratou dois bandidos para realizar o ataque mostrado na cena de abertura do filme. Ann também mostra a Patty um cartão postal de Danforth, escrito no papel timbrado de um hotel em Century City, que acabara de chegar no dia anterior.
Patty encontra Danforth no hotel, onde ele fez o check-in com o nome de Drake. Patty entra na suíte se passando por sua esposa, e enquanto vasculha seus pertences pessoais, ela descobre que ele está usando documentos legais e financeiros em nome de Drake. Ela liga para Drake e diz para ele cancelar todos os seus cartões de crédito e congelar a conta bancária conjunta do casal. Ela, então, faz um pedido exorbitante de serviço de quarto, o que leva Danforth a ser preso.
Danforth é socorrido da prisão por uma viúva rica, Florence Peters (Tippi Hedren), a quem ele aparentemente estava avaliando como sua próxima vítima. Uma vez sob fiança, Danforth retorna a São Francisco para se vingar de Patty e Drake. No andar de cima, ele golpeia Drake com um taco de golfe e depois ataca Patty no apartamento do andar de baixo, onde ela está ocupada fazendo reparos. Começa uma luta, e Drake, gravemente ferido, entra no espaço rastejante entre o porão e o apartamento do primeiro andar. Ele alcança um buraco no chão e agarra Danforth pelo tornozelo; Danforth perde o equilíbrio e é morto quando cai para trás e é empalado por uma linha de abastecimento de água.
Algum tempo depois, Patty e Drake colocaram à venda seu prédio recém-reparado e mostraram a propriedade a outro casal. A história termina com o casal tendo uma discussão privada sobre fazer uma oferta de US$850,000, que é US$100,000 a mais do que o que Drake e Patty haviam originalmente pago por isso.

## Elenco
- Melanie Griffith ... Patty Palmer
- Matthew Modine ... Drake Goodman
- Michael Keaton ... Carter Hayes/James Danforth
- Laurie Metcalf ... Stephanie MacDonald
- Mako ... Toshio Watanabe
- Nobu McCarthy ... Mira Watanabe
- Dorian Harewood ... Dennis Reed
- Tippi Hedren ... Florence Peters
- Beverly D'Angelo (sem créditos) ... Ann Miller
- Carl Lumbly ... Lou Baker
- Sheila McCarthy ... Liz Hamilton
- Luca Bercovici ... Greg
- Jerry Hardin ... Bennett Fidlow
- Dan Hedaya ... oficial de empréstimos
- Guy Boyd ... policial de aviso
- Nicholas Pryor ... gerente do hotel
- Tracey Walter ... exterminator
- James Staley ... promotor
- F. William Parker ... juiz
- O-Lan Jones ... Hotel Maid
- Miriam Margolyes ... corretora de imóveis
- J.P. Bumstead ... 1º Vice-Xerife
- Hal Landon Jr. ... 2º Vice-Xerife
- William Paterson ... Mr. Hill
- D.W. Moffett ... Bill
- Barbara Tyson ... Amy
- Damon Standifer ... guarda de segurança (cenas excluídas)

## Produção
O local da história do filme é a área de Pacific Heights, em São Francisco. No entanto, o local real do filme para a casa de Drake e Patty fica em Potrero Hill, em São Francisco, especificamente na esquina da 19th e Texas Street. Outras partes do filme foram filmadas em Palm Springs, Califórnia.

## Recepção
O filme recebeu críticas mistas dos críticos e tem uma classificação de 46% no site agregador do Rotten Tomatoes, com 11 dos 24 críticos dando uma crítica positiva ao filme. As audiências consultadas pelo CinemaScore deram ao filme uma nota média de "B" na escala A+ a F.
Este filme foi listado na 93 posição dos 100 momentos mais chocantes do cinema do canal Bravo em seu especial The 100 Scariest Movie Moments.

## Mídia doméstica
O filme foi lançado em VHS pela CBS/Fox Video em 21 de março de 1991. Foi lançado em DVD pela Warner Home Video em 31 de agosto de 1999. Foi lançado recentemente em Blu-ray pela Sony Pictures Home Entertainment em 23 de julho de 2019.